# Us and Them (canção)
"Us and Them" é a sétima faixa do álbum The Dark Side of the Moon, de 1973, da banda inglesa Pink Floyd. Foi composta por Roger Waters e Rick Wright e é cantada por David Gilmour, com vocais auxiliares de Wright.
Com 7 minutos e 50 segundos, é a maior música do álbum. Quando tocada ao vivo durante as turnês, ou até mesmo em shows pré-Dark Side, a faixa apresenta uma duração um pouco maior.
A música foi incluída na compilação Echoes: The Best of Pink Floyd, de 2001.

## Recepção
A revista Cash Box considerou a canção uma "balada hipnotizante" que é "tanto bonita quanto comercial". A Record World a chamou de "peça etérea". A Billboard e a Louder Sound a posicionaram em terceiro e oitavo lugar, respectivamente, em suas listas de 50 melhores canções do Pink Floyd.

### Certificações
| Região                                                                                                  | Certificação | Vendas   |
| --- | ------------ | -------- |
| Reino Unido (BPI)                                                                                       | Prata        | 200,000^ |
| *números de vendas baseados somente na certificação ^números de vendas baseados somente na certificação |              |          |